# Aechmea gracilis
Aechmea gracilis är en gräsväxtart som beskrevs av Carl Lindman. Aechmea gracilis ingår i släktet Aechmea och familjen Bromeliaceae. Inga underarter finns listade i Catalogue of Life.